# 山梨大学教育学部附属小学校・中学校
山梨大学教育学部附属小学校・中学校（やまなしだいがくきょういくがくぶふぞくしょうがっこう・ちゅうがっこう）は、山梨県甲府市北新一丁目にある国立の小中一貫校。
2016年（平成28年）4月の学部名改称により、1998年（平成10年）以来18年ぶりに「山梨大学教育学部附属小学校・中学校」の名称に戻った。

## 概要
国立大学法人山梨大学の附属学校。山梨大学の附属施設は他に幼稚園、特別支援学校があり、幼稚園から小学校、小学校から中学校への連絡入学制度がとられている。また、ISO14001取得。小学校では秋に「あおぎり祭り」という祭りがあり、中学校では「桐龍祭」という学園祭がある。中学校は毎年２日間行われ、合唱コンクールも別日に行われる。

## 沿革
- 1876年 - 山梨県師範学校附属小学校が開設される。
- 1886年 - 山梨県尋常師範学校附属小学校に改称。
- 1903年 - 校舎を錦町第一中学校跡に移転。
- 1910年 - 校舎を錦町本校跡に移転する。
- 1911年 - 相川村に移転。
- 1916年 - 本校新校舎が落成し、移転。
- 1941年 - 山梨県師範学校附属国民学校に改称。
- 1947年 - 国民学校の廃止により、山梨県師範学校附属小学校に改称。山梨師範学校男子部附属中学校が開設される。
- 1949年 - 国立大学設置法が公布され、山梨大学学芸学部附属小学校、山梨大学学芸学部附属中学校に改称。
- 1952年 - 北新町に新校舎落成し、一部移転の後、全校移転。
- 1966年 - 山梨大学教育学部附属小学校、山梨大学教育学部附属中学校に改称。
- 1998年 - 山梨大学教育人間科学部附属小学校、山梨大学教育人間科学部附属中学校に改称。
- 2004年 - 国立大学法人化
- 2016年 - 学部名改称により「山梨大学教育学部附属小学校、山梨大学教育学部附属中学校」（現校名）に改称。

## 校歌・校章
- 小学校校歌
作詞 - 石森延男
作曲 - 下総皖一
- 中学校校歌
作詞 - 土岐善麿
作曲 - 平井康三郎
- 校章
小学校では、三枚の葉の上に花梗が三本たち、花が中央に五つ、左右に三つずつついている「五三の桐」といわれる紋章が校章として使用されている。中学校ではこの紋章の中央に「中」の字が添えられたものが使用されている。

## 校長
- 小学校 - 神山久美
- 中学校 - 早川健

## 中学校 制服
- 男子　
  - 冬服は標準的な学生服上下である。
  - 夏服はカッターシャツ、スラックスである。
- 女子　
  - 冬服はブレザー、ブラウス、吊りスカートである。
  - 夏服はブラウス、吊りスカートである。
  - ※男女どちらも着用可能なコートやベスト、セーターもある。

## 所在地
- 〒400-0005
山梨県甲府市北新一丁目4番1号（小学校）
山梨県甲府市北新一丁目4番2号（中学校）
- 最寄り駅 - JR甲府駅
- 最寄りバス停 - 附属小学校（山梨交通）

## 学校周辺
- 武田神社
- 甲府市緑が丘スポーツ公園
- 甲府市立北新小学校
- 山梨県立甲府第一高等学校

## 交通
- JR甲府駅北口（1番バス乗り場）より山梨交通バス14系統「HANAZONOホスピタル」行き、15系統「上帯那」行き、16･17系統「塚原」行きのいずれかに乗車、「附属小学校」または「北新小学校」バス停下車。
- JR南甲府駅より山梨交通バス17系統「塚原」行きに乗車し、「附属小学校」バス停下車。
- JR甲府駅北口（2番バス乗り場）より山梨交通バス10、11、12、13系統いずれかに乗車、「山梨大学」バス停下車後、徒歩約8分。

## 関連のある人物
- 鶴見智美 - 元サッカー選手（ヴァンフォーレ甲府）
- 竹内宏彰 - アニメーションプロデューサー/一般社団法人国際声優育成協会理事
- 小沢鋭仁 - 衆議院議員
- 水上颯 - 医師・元タレント
- 川崎颯太 - サッカー選手（京都サンガF.C.）
- 永井学 - 参議院議員
- 絵森彩 - アイドル・声優